# Manuel Guzmán García
Manuel Guzmán García (Rentería, 1878 - Campo de la Rata, La Coruña, 31 de agosto de 1936) fue un político republicano español.
Trabajó como carabinero durante 12 años y después se dedicó al comercio. Animado por su amigo Santiago Casares Quiroga, se afilió a Izquierda Republicana y fue elegido diputado al Congreso por la provincia de La Coruña en las elecciones generales de 1936. El estallido de la guerra civil española le sorprendió en La Coruña, donde fue detenido el 27 de julio. Fue juzgado en consejo de guerra sumarísimo el 26 y 27 de agosto junto con el alcalde de La Coruña, Alfredo Suárez Ferrín, el secretario del ayuntamiento, Joaquín Martín Martínez, el secretario del gobierno civil, Leovigildo Taboada, los líderes socialistas Ramón Maseda y Francisco Mazariegos y otros cuatro coruñeses, todos ellos acusados de rebelión militar. Fue condenado a muerte junto con el alcalde, el funcionario municipal y su amigo, Francisco Prego, el secretario Joaquín Martín, y los líderes del PSOE, Maseda y Mazariegos, siendo ejecutado en el Campo de la Rata junto a ellos.